# William Stradling
Sir William Stradling († zwischen Februar 1407 und 1412) war ein englischer Adliger.

## Herkunft und Erbe
William Stradling entstammte der Familie Stradling, einer Familie der Gentry mit Besitzungen in Südwales und in Südwestengland. Er war ein Sohn von Edward Stradling und von dessen Frau Gwenllian Berkerolle. Er wurde 1377, vermutlich anlässlich der Krönung von Richard II. zum Ritter geschlagen. Nach dem Tod seines Vaters um 1394 erbte er St Donat’s Castle in Glamorgan sowie die weiteren Besitzungen der Familie.

## Tätigkeit in Südwales und Südengland
1373 gehörte Stradling dem Aufgebot an, mit dem Edward le Despenser, der Lord of Glamorgan, während des Hundertjährigen Kriegs einen Feldzug nach Westfrankreich führte. Nachdem er das Erbe seines Vaters übernommen hatte, übernahm Stradling als einer der wichtigsten Vasallen der Lords of Glamorgan mehrere lokale Ämter. Von 1398 bis 1402 verwaltete er die Herrschaft Gower. 1400 bürgte er für den Prior von Ewenny Priory, die er später mit Schenkungen bedachte. Er war ein entschiedener Gegner der Rebellion von Owain Glyndŵr. 1401 oder 1402 bürgte er für William Langton, einen Beamten der Herrschaft Kidwelly, der der Unterstützung der Rebellion verdächtigt wurde. Trotz seiner Ämter in Wales lebte Stradling auch häufig auf seinen Besitzungen in Südwestengland. Er hatte Isabel, eine Tochter von John St Barbe aus Somerset geheiratet. In der Grafschaft konnte er seinen Besitz durch den Erwerb von Ländereien bei Watchet erweitern. 1403 diente er als Sheriff von Somerset.

## Pilgerreise nach Jerusalem und Tod
Über Stradlings Todesjahr gibt es unterschiedliche Angaben. Als gesichert gilt, dass er eine Pilgerreise ins Heilige Land unternahm und dort zum Ritter des Heiligen Grabes geschlagen wurde. Warum er diese gefährliche Reise angetreten hat, ist unklar, ebenso wie der Zeitpunkt der Reise. Nach älteren Angaben soll er diese Reise 1408 angetreten haben und vor 1412 gestorben sein, nach anderen Angaben hatte seine Witwe bereits im Februar 1407 Combe Hay und Watchet in Somerset als Wittum erhalten. Aus diesen Besitzungen hatte sie jährliche Einkünfte von £ 20.

## Nachkommen
Mit seiner Frau hatte Stradling mehrere Kinder, darunter:
- Sir Edward Stradling (1389–1453)
- John Stradling († um 1435)
- William Stradling († nach 1449)

Sein Haupterbe wurde sein ältester Sohn Edward. Sein jüngerer Sohn John Stradling begründete eine Nebenlinie der Familie in Südwestengland und der jüngste Sohn William Stradling eine weitere in Glamorgan.